# Joachim Gauck
Joachim Gauck (* 24. ledna 1940 Rostock) je německý politik, který v letech 2012–2017 zastával úřad prezidenta Spolkové republiky Německo. Tento bývalý luterský pastor a kazatel proslul především svým bojem za občanská a základní lidská práva v dobách Německé demokratické republiky.

## Život a kariéra

### Do roku 2000
Jako pastor působil v evangelických sborech v městě Lüssow (od roku 1967) a následně v rodném Rostocku, kde byl od roku 1971. V roce 1990 odešel na vlastní žádost z úřadu pastora, a to v souvislosti s nástupem do funkce veřejného činitele (viz níže).
Po znovusjednocení Německa působil v letech 1990 až 2000 jako ředitel Úřadu spolkového zmocněnce pro dokumenty dřívější tajné policie (Stasi), již v době jeho působení na tomto úřadě širokou veřejností zvaného „Gauckův úřad“ (Gauck-Behörde).

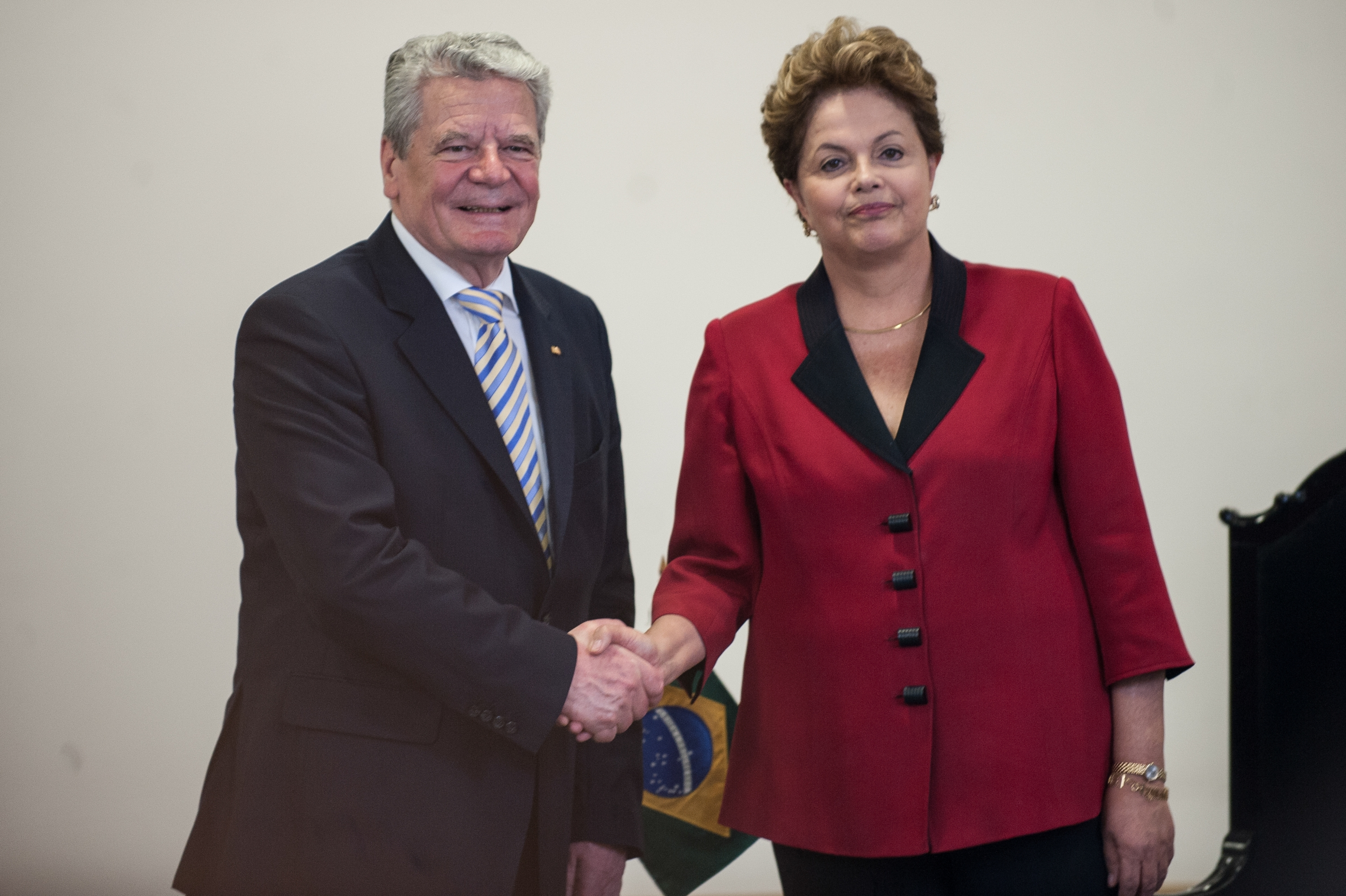
Joachim Gauck s brazilskou prezidentkou Dilmou Rousseffovou, 2013

### Politická kariéra
V roce 2010 kandidoval poprvé na úřad německého spolkového prezidenta, ale přes širokou podporu ze strany veřejnosti a politických stran (SPD a Svazu 90/Zelených) jej nevelkým rozdílem porazil Christian Wulff, kandidát vládní koalice. Po Wulffově rezignaci na prezidentský úřad v únoru 2012 se německá vláda shodla s opozicí, že na jeho místo bude navržen právě Joachim Gauck.

### Spolkový prezident
Do funkce spolkového prezidenta byl Gauck zvolen 18. března 2012 v prvním kole. Je prvním prezidentem Spolkové republiky, který pochází z bývalé NDR.
Jako první německý spolkový prezident navštívil v roce 2012 v rámci své oficiální návštěvy České republiky památník v Lidicích, což je pamětníky vyhlazení Lidic i českými politiky a veřejností vnímáno jako vstřícné gesto.[zdroj⁠?!] Ve dnech 5. až 7. května 2014 vykonal na pozvání prezidenta Miloše Zemana první státní návštěvu německého spolkového prezidenta v České republice od jejího vzniku.
V červnu 2016 oznámil Gauck ve svém úředním sídle, zámku Bellevue v Berlíně, že při volbách spolkového prezidenta v roce 2017 ve Spolkovém shromáždění (Bundesversammlung) nebude znova kandidovat.

### Soukromý život
V roce 1959 se oženil s Gerhildou Radtkeovou, s níž má čtyři děti. Od roku 1991 žijí manželé odděleně. Od roku 2000 je jeho partnerkou německá novinářka Daniela Schadtová (nar. 1960).

## Vyznamenání
- záslužný kříž I. třídy Záslužného řádu Spolkové republiky Německo, Německo, 1995
- velký záslužný řád s hvězdou Záslužného řádu Spolkové republiky Německo, Německo, 2000[2]
- Řád kříže země Panny Marie IV. třídy, Estonsko, 2. února 2005[3]
- velkokříž speciální třídy Záslužného řádu Spolkové republiky Německo, Německo, 2012[4]
- rytíř Nassavského domácího řádu zlatého lva, Lucembursko, 23. dubna 2012
- velkokříž Řádu svatého Karla, Monako, 9. července 2012[5]
- velkokříž s řetězem Řádu zásluh o Italskou republiku, Itálie, 20. února 2013[6]
- velkokříž s řetězem Řádu islandského sokola, Island, 25. června 2013
- velkokříž Řádu Vitolda Velikého se zlatým řetězem, Litva, 2. července 2013[7]
- Řád kříže země Panny Marie I. třídy s řetězem, Estonsko, 3. července 2013[8]
- velkokříž Řádu čestné legie, Francie, 3. září 2013
- Řád Bílého lva I. třídy s řetězem, Česká republika, 2014[9]
- velkokříž Řádu svatého Olafa, Norsko, 11. června 2014[10]
- Řád za mimořádné zásluhy, Slovinsko, 24. října 2014, za zásluhy o posílení politického dialogu a upevnění přátelských vztahů mezi Slovinskem a Německem a za všestrannou podporu demokratických a sjednocovacích procesů v Evropě[11]
- Národní řád za zásluhy, Malta, 29. dubna 2015
- čestný rytíř velkokříže Řádu lázně, Spojené království, 25. června 2015[12]
- velkokříž Řádu Leopolda, Belgie, 2016
- Řád Stará planina, Bulharsko, 2016
- velkokříž s řetězem Řádu rumunské hvězdy, Rumunsko, 22. června 2016
- rytíř Řádu Serafínů, Švédsko, 25. června 2015
- velkokříž Řádu nizozemského lva, Nizozemsko, 2017[13]
- Řád bílého dvojkříže I. třídy, Slovensko, 27. března 2017